# Изба Шкипарева из деревни Частова
Изба Павла Антоновича Шкипарева из деревни Частова — памятник архитектуры. Расположен в Великом Новгороде, современный адрес дома — Витославлицы, строение 12.
Курная изба из сосновых брёвен на высоком подклете с примыкающим сзади двухэтажным хозяйственным двором на столбах была построена в 1880-х годах. С двух сторон избу опоясывает прикролек, у избы (6,0 х 5,8 м) и двора (ширина 8,0 м) общая двускатная крыша (общая длина 18,6 м, высота 7,4 м), самцово-слеговая на избе и стропильно-слеговая над двором. Во всю ширину главного фасада идёт балкон с фигурными балясинами, фасад украшен ажурными причелинами и полотенцами. У крыши большой вынос, его и балкон поддерживают резные кронштейны. Сруб избы сделан «в обло», в избе стены обтёсаны, углы закруглены, пол и потолок сделаны из пластин, потолок поддерживает матица.
На момент обследований изба была самой старой постройкой деревни. У здания три окна, выходившие в оригинальном расположении на север, на Мсту. По устным свидетельствам, избу построили для деда Павла Антоновича, служившего конюхом у местной помещицы. У здания, вероятно, в связи со служебными возможностями этого конюха, отсутствует собственный каретник.
Изба была перевезена и отреставрирована по проекту Л. Е. Красноречьева в 1975—1976 годах. Двор был восстановлен по аналогии, по рисункам восстановлены печь, полати, лавки и полки, причелины — по сохранившемуся фрагменту.
Экспозиция в здании показывает крестьянский быт в позднее лето.